# 解釈学会
解釈学会（かいしゃくがっかい、英語: Kaishaku Gakkai）は、日本の学術研究団体の一つ。

## 概要
国語学・国文学および国語教育の研究を目的として、昭和30年（1955年）に発足した。学術研究団体としての種別は単独学会。また、日本学術会議協力学術研究団体の指定を受けている。
機関誌『解釈』は、学界への登龍門として、広く研究者、教育者の交流の場として、多くの功績がある。また、2006年より若手研究者の研究を奨励する目的で、対象年度の『解釈』に掲載された論文の中から、原則として最も優れた1編に「解釈学会賞」を与えている。
なお、歴代顧問には秋山虔、石井庄司、井上謙、佐伯梅友、武田元治、西尾実、長谷川泉、久松潜一、福田清人、福田恆存、古田拡、吉田精一がいる。

## 刊行物

### 解釈
- 誌名（和文）：解釈
- 誌名（欧文）：KAISHAKU
- 創刊年：1955
- 資料種別：ジャーナル（査読付き論文を含む）
- 使用言語：日本語のみ
- 発行形態：印刷体
- 著作権帰属先：学会
- クリエイティブコモンズ：定めていない
- 購読：有料